# Spelaeochernes pedroi
Espèce
Spelaeochernes pedroi est une espèce de pseudoscorpions de la famille des Chernetidae.

## Distribution
Cette espèce est endémique de Bahia au Brésil. Elle se rencontre à Pau Brasil dans les grottes Gruta Milagrosa, Gruta Pedra Suspensa et Gruta Toca dos Morcegos et à Morro do Chapéu dans la grotte Gruta dos Cristais.

## Étymologie
Cette espèce est nommée en l'honneur de Pedro Gnaspini Netto.

## Publication originale
- Mahnert, 2001 : Cave-dwelling pseudoscorpions (Arachnida, Pseudoscorpiones) from Brazil. Revue Suisse de Zoologie, vol. 108, no 1, p. 95-148 (texte intégral).